# Kamenica nad Cirochou
Kamenica nad Cirochou (in ungherese Nagykemence, in tedesco Großstein) è un comune della Slovacchia facente parte del distretto di Humenné, nella regione di Prešov.
Fu citato per la prima volta nei documenti storici nel 1317 quando re Carlo Roberto d'Ungheria donò il villaggio assieme ad altri centri abitati ai conti Drugeth, che lo detennero per secoli. L'ultimo proprietario fu il conte Gejza Andrássy, morto nel 1934.